# Jean-François Delacroix
Jean-François Delacroix o de Lacroix (Pont-Audemer, 3 aprile 1753 – Parigi, 5 aprile 1794) è stato un politico francese che implicato nello scandalo della liquidazione della Compagnia francese delle Indie Orientali, fu processato e ghigliottinato.

## Biografia
Avvocato ad Anet, prima della Rivoluzione, Lacroix è eletto procuratore del dipartimento dell'Eure e Loira nel 1790 e poi giudice del tribunale di Cassazione.
Eletto nell'Assemblea legislativa e poi alla Convenzione Nazionale non si distingue per la partecipazione ai lavori dell'assemblea dove siede negli scanni a sinistra pur senza apparire un montagnardo radicale.
Deciso ad occupare un posto di rilievo nella vita politica parigina, Lacroix s'iscrive nel club dei Giacobini e nel frattempo frequenta sottobanco gli orleanisti.
Successivamente diviene politicamente sempre più radicale: rivolge violenti attacchi ai ministri, alla famiglia reale, e allo stesso sovrano. Nella seduta del 5 febbraio 1792 accusa il re di essere il maggiore responsabile dei disordini che da lui stesso sono stati fomentati rifiutando di sanzionare i decreti dell'Assemblea legislativa.
Il 20 giugno dello stesso anno accusa la municipalità di Parigi di non essere intervenuta a sopire le sommosse che hanno caratterizzato quel giorno la città.
Fra gli avversari politici più violentemente attaccati da Delacroix vi è il generale Lafayette anche se poi voterà contro la messa in accusa del famoso personaggio.
Egli è tra i più accesi protagonisti degli avvenimenti sanculotti del 10 agosto 1792 quando domanda ed ottiene la costituzione di una corte marziale per giudicare i prigionieri fatti durante la sommossa.
Termina il suo ufficio all'Assemblea legislativa minacciando di fare deportare alla Guiana i preti giurati.
Eletto una seconda volta siede tra i banchi della Montagna alla Convenzione nazionale alleandosi con Danton che gli affida compiti importanti che Delacroix non sempre svolge con scrupolo.
Nel momento in cui inizia il processo a Luigi XVI, Lacroix è in missione in Belgio con Dumouriez e quindi non può votare riguardo all'accusa di colpevoleza del sovrano, mentre è presente a Parigi al momento della condanna a morte che egli vota senza esitazione.
È incaricato dalla Convenzione assieme al suo amico Danton per una nuova missione ai confini settentrionali della Francia per sorvegliare la conquista dei Paesi Bassi; al loro ritorno a Parigi sono sospettati di avere abusato dei loro poteri e di essersi arricchiti a spese della Chiesa.
Con l'accusa di corruzione rivolta a Danton inizia la caduta anche di Lacroix che riesce con l'aiuto dei montagnardi a difendersi dalle accuse di corruzione tanto che assieme a Danton viene eletto il 7 aprile 1793 al Comitato di salute pubblica cogliendo l'occasione nella sedute del 27 maggio per difendere Robespierre, Danton e Marat dalle accuse rivolte loro dai Girondini.
Dopo la sommossa sanculotta del 31 maggio 1793, Lacroix il 2 giugno dello stesso anno fa organizzare la formazione di un'armata rivoluzionaria che assedia la Convenzione che diviene ostaggio dei sanculotti e della Guardia nazionale. Gli estremisti montagnardi decretano la caduta dei Girondini con l'arresto di 29 loro deputati e dei ministri Clavière e Lebrun.
Sbarazzatisi dei Girondini gli Hébertisti sostenitori di Robespierre riprendono il progetto di eliminare i Dantonisti e accusano nuovamente Lacroix che il 28 gennaio 1794 pronuncia un lungo efficace discorso con il quale riesce a respingere le accuse ritornando in auge nella Convenzione dalla quale fa approvare il decreto di abolizione dello schiavismo dei negri.
Incappato assieme a Danton nello scandalo relativo alla Compagnia delle Indie che, ricostituita da Luigi XVI col nome di "Nouvelle Compagnie des Indes" nel (1785), era stata messa poi in liquidazione definitiva dalla Convenzione nazionale nel 1793, Lacroix viene accusato ed arrestato.
Il processo si svolge nell'aprile del 1794 con imputati, assieme a Delacroix, Danton, Claude Basire, Camille Desmoulins, Joseph Delaunay, François Chabot e Fabre d'Églantine.
Il processo inizia con la lettura delle accuse fatta da Saint-Just alle quali Danton replica usando la sua capacità oratoria tanto convincente che Antoine Quentin Fouquier-Tinville, il pubblico accusatore presso il Tribunale rivoluzionario di Parigi durante il regime del Terrore, chiede ed ottiene dalla Convenzione un decreto che vieti agli imputati la discussione nel dibattimento.
Il processo si trasforma così in una farsa, con gli accusati che lanciano pallottole di carta masticata ai giurati, e si conclude con la condanna alla ghigliottina di quindici dei sedici imputati.
Il corpo di Delacroix, dopo la condanna, venne inumato in una fossa comune del vecchio Cimitero degli Errancis.

## Filmografia
Danton (1982) di Andrzej Wajda, con Roland Blanche nella parte di Delacroix.